# 本庄まつり

本庄まつり（ほんじょうまつり）は、埼玉県本庄市で開催される祭り。「北関東随一の山車」として知られる。

## 概要
中山道本庄宿として栄えていた本庄地区の代表的な祭事。金鑚神社の例大祭。江戸時代から祭礼が行われた記録が残ってる。また、本庄地区は利根川を挟んで群馬県に隣接していることから、古くから群馬方面からの来訪者が多い。現在、山車8基が本庄市指定有形民俗文化財となっている。

## 沿革
- 1874年(明治7年)頃、明治天皇即位により9月29日から11月2、3日に変更[1]。

## 主催
- 本庄まつり実行委員会

## 山車
各町の山車
| 町会名 | 人形                           | 製作者名           | 山車製作年           | 備考                                                                            |
| ------ | ------------------------------ | ------------------ | -------------------- | ------------------------------------------------------------------------------- |
| 宮本町 | 日本武尊(やまとたけるのみこと) | 三代目 法橋 原舟月 | 1882年(明治15年)     | 市指定有形民俗文化財                                                            |
| 泉町   | 武内宿禰(たけのうちのすくね)   | 横山友治郎(朝之)   | 1887年(明治20年)頃   | 山車は1895年(明治28年)に購入。 市指定有形民俗文化財                             |
| 上町   | 神功皇后(じんぐうこうごう)     | 横山友治郎(朝之)   | 1902年(明治35年)     | 市指定有形民俗文化財                                                            |
| 照若町 | 桃太郎(ももたろう)             | 浪速屋庄田七郎兵衛 | 1900年(明治33年)     | 購入時、囃子座は欄間式であった。 市指定有形民俗文化財                           |
| 七軒町 | 加藤清正(かとうきよまさ)       | 町内の人たち       | 1924年(大正13年)頃   | 人形は1933年(昭和8年)製作。 市指定有形民俗文化財                                |
| 仲町   | 神武天皇(じんむてんのう)       | 三代目 法橋 原舟月 | 1872年(明治5年)      | 当初の人形は木彫の龍女。現在の人形は1891年(明治24年)新調。 市指定有形民俗文化財 |
| 本町   | 石橋(しゃっきょう)             | 浪速屋庄田七郎兵衛 | 1895年(明治28年)購入 | 当初の人形は翁。現在の人形は1928年(昭和3年)から飾られる。 市指定有形民俗文化財  |
| 南本町 | 連獅子(れんじし)               | 日光兼光           | 1991年(平成3年)      |                                                                                 |
| 台町   | 素戔嗚尊(すさのおのみこと)     | 浪速屋庄田七郎兵衛 | 1885年(明治18年)     | 市指定有形民俗文化財                                                            |
| 諏訪町 | 太田道灌(おおたどうかん)       | 日光兼光           | 1993年(平成5年)      |                                                                                 |

## アクセス
- JR高崎線本庄駅から徒歩5分
- 上越新幹線本庄早稲田駅から本庄駅行きバス約10分
- 関越自動車道本庄児玉インターチェンジから車約6分